# Eugen Bakumovski
Eugen Bakumovski (ur. 11 października 1980 roku w Zaporożu, ZSRR) – niemiecki siatkarz pochodzenia ukraińskiego, grający na pozycji przyjmującego. Był kapitanem siatkarskiej reprezentacji Niemiec.

## Przebieg kariery siatkarskiej
| Lata                      | Kluby                                 |
| ------------------------- | ------------------------------------- |
| 1993–1996                 | VC Minden                             |
| 1996–2000                 | Moerser SC                            |
| 2000–2002                 | VC Eintracht Mendig                   |
| 2002–2004                 | SCC Berlin                            |
| 2004–2005                 | Prisma Taranto                        |
| 2005–2006                 | Sira Ancona                           |
| 2006–2008                 | Mostostal-Azoty S.A. Kędzierzyn-Koźle |
| 2008–2010                 | Generali Haching                      |
| 2010–2010 (do 12.2010)    | VC Bottrop 90                         |
| 2010–2011 (od 08.12.2010) | Beşiktaş Stambuł                      |
| 2011–2011 (do 12.2011)    | CV Mitteldeutschland                  |
| 2011–2012 (od 21.12.2011) | Edilesse Conad Reggio Emilia          |
| 2012–2014                 | L.E. Volleys                          |

## Sukcesy klubowe
Mistrzostwo Niemiec:
- 2003, 2004
- 2009, 2010

Puchar Niemiec:
- 2009, 2010

## Sukcesy reprezentacyjne
Liga Europejska:
- 2009